# Katarzyna Witerscheim
Katarzyna Witerscheim, ps. PannaN (ur. 1988 w Katowicach) — polska ilustratorka i autorka komiksów. 
Debiutowała w 2005 roku webkomiksem „Konstanty wraca do domu”.
Publikuje komiksy na platformach takich jak Tapas, tumblr i drukiem u takich wydawców jak Studio JG czy Artkorekt. Seria Helena Wiktora osadzona jest w realiach XIX-wiecznego Śląska. Wydawana jest w wersji anglojęzycznej na portalu Tapas, w wersji polskojęzycznej wydawana jest drukiem przez Studio JG. W 2024 pierwszy tom „Szlajfki” został przetłumaczony na śląski przez Grzegorza Kulika. Jej komiks „Heksa” został także wydany po śląsku.

## Komiksy
- Heksa (Centrum Komiksu i Narracji Interaktywnej EC1), 2024
- Helyna Wiktoryjo #01: Szlajfki (wydanie po śląsku, Artkorekt), tłumaczenie Grzegorz Kulik, 2024
- Helena Wiktoria #03: Ymocyje (Studio JG), 2024
- Helena Wiktoria #02: Kusiki (Studio JG), 2020
- Frau Doktor, bitte!: die Geschichte von Clara Immerwahr (Goethe-Institut Krakau), 2020
- Deal, 2019
- Umowa, 2019
- Krztonioversum, 2019
- Helena Wiktoria #01: Szlajfki (Studio JG), 2018
- Warchlaki #2.5: Korporacje nie są tak fajne jak myśleliśmy, 2017
- Warchlaki #2,2016
- Brudno #03: silent treatment, 2016
- Nudzę się w Darmozin #01, 2016
- Warchlaki: Zdrowie - uroda - lifestyle - przemoc #1, 2015
- FEST - Antologia komiksów z województwa śląskiego, 2013
- Polish Female Comics. Double Portrait, 2012
- Constantine Comes Back Home, 2012
- Biceps #01, 2010
- FOR: Komiksy o tematyce ekonomicznej (edycja II), 2010
- Papi w Kolektyw #05: Gra,  2009
- Królik w Kolektyw #02, 007
- ONI w Kolektyw #01, 2007
- Konstanty wraca do domu, 2005

## Webkomiksy
- Helena Wiktoria (Tapas, ang.), 2017-
- Slavonica (Tapas, ang.), 2018
- Constantine Returns (Tapas, ang.), 2015

## Nagrody
- Grand Prix w konkursie 33. Międzynarodowego Festiwalu Komiksu i Gier w Łodzi w 2022 roku
- Nominacja do Nagroda Literacka m.st. Warszawy w dziedzinie Komiks i powieść graficzna w roku 2025